# Thoracochromis brauschi
Thoracochromis brauschi és una espècie de peix pertanyent a la família dels cíclids i a l'ordre dels perciformes.

## Descripció
Fa 10,1 cm de llargària màxima. Les femelles i els mascles no dominants presenten una coloració que va del verd oliva a gris, mentre que els mascles dominants són de color brillant. Color marró clar per sobre de la línia lateral. Ventre blanc. Ulls travessats per una línia negra. Àrea al voltant de la gola de color vermell sang. Llavis blaus brillants envoltats de roig. Aleta dorsal amb una franja ampla i negra, la qual comença a la part frontal i s'estén cap amunt en diagonal dividint l'aleta en dues meitats.

## Reproducció
És de fecundació externa i les femelles incubadores bucals. En captivitat, la femella pon, si fa no fa, 20-25 ous i, després de la fresa, es retira a un lloc amagat per evitar l'assetjament del mascle i/o d'altres peixos de l'aquari.

## Alimentació
Es nodreix principalment de macròfits i restes vegetals. El seu nivell tròfic és de 3.

## Hàbitat i distribució geogràfica
És un peix d'aigua dolça, demersal i de clima tropical (25 °C-27 °C; 2°S-5°S), el qual viu a Àfrica: és un endemisme del riu Fwa (afluent del riu Lubu, el qual, al seu torn, és un afluent del riu Kasai a la conca mitjana del riu Congo) a la República Democràtica del Congo.

## Observacions
És inofensiu per als humans, el seu índex de vulnerabilitat és baix (10 de 100) i és consumit per les poblacions humanes locals.